# District Aizkraukle
Het district Aizkraukle (Aizkraukles rajons) was tot 2009 een district in Letland in de regio Sēlija in het landsdeel Lijfland.
Het district werd opgeheven bij de administratief-territoriale herziening in 2009. Bij opheffing telde het district 40.000 inwoners; het had een grootte van 2567 km².
Bij de opheffing zijn op het gebied van het district de volgende gemeenten gevormd:
- Aizkraukles novads
- Kokneses novads
- Neretas novads
- Pļaviņu novads
- Skrīveru novads
- Jaunjelgavas novads